# José Corbiniano Lins

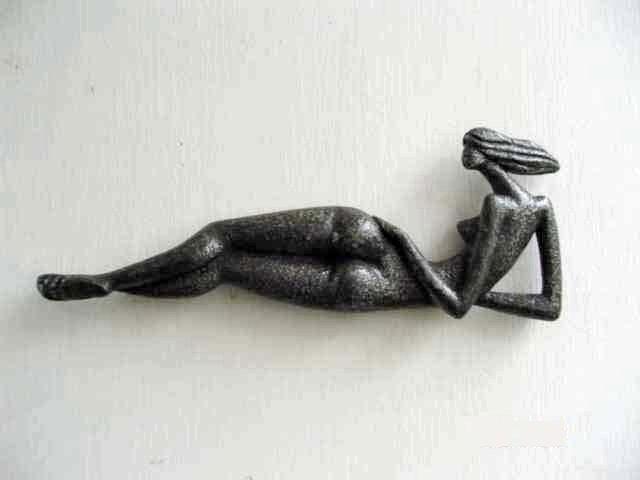

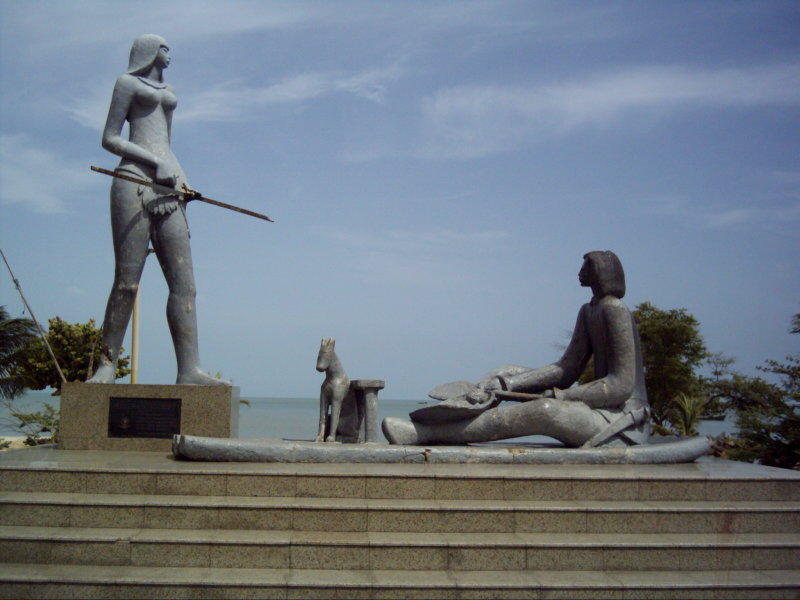
Estátua de Martim Soares Moreno e Iracema em Fortaleza

José Corbiniano Lins foi um escultor, gravador e pintor pernambucano nascido em Olinda em 1924.
Corbiniano iniciou como pintor em 1949. Em 1952, ingressa no Atelier Coletivo.
Fez parte do movimento de Arte Moderna do Recife na década de 1950 junto com nomes como Abelardo da Hora, Reynaldo Fonseca, Samico e Celina Lima Verde. Participou de diversas exposições coletivas e individuais em galerias, museus, espaços culturais e Salões em Recife, Olinda, São Paulo, Rio de Janeiro, na Europa e na América Latina.
Uma de suas obras mais conhecidas é o painel de azulejos localizado na praça General Abreu e Lima, em Recife, em que representa três momentos históricos de revoluções no estado de Pernambuco: 1817 (Revolução Pernambucana), 1824 (Confederação do Equador) e 1848 (Revolução Praieira).
Trabalhava ativamente em seu atelier onde recebia encomendas de esculturas.
O artista morreu a 10 de março de 2018, em Recife, vítima de infarto, sendo sepultado no Cemitério Parque das Flores. Em sua homenagem foi nomeada uma galeria de artes no Sesc Pernambuco, no bairro de Santo Amaro, no Recife.

## Galeria

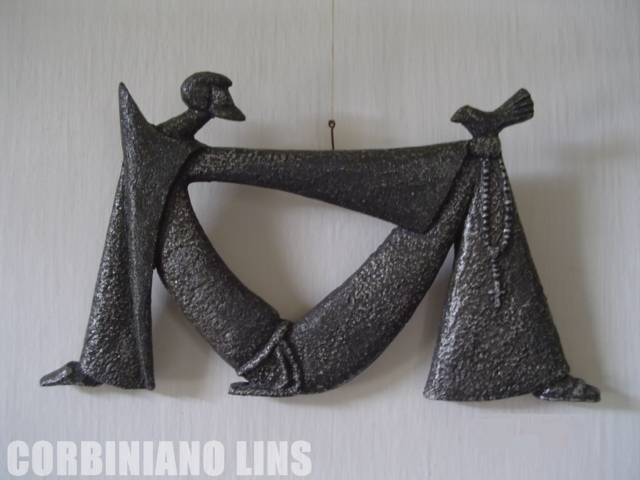
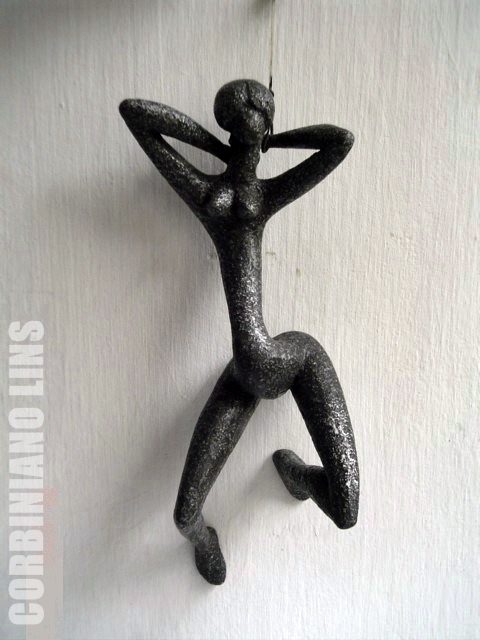
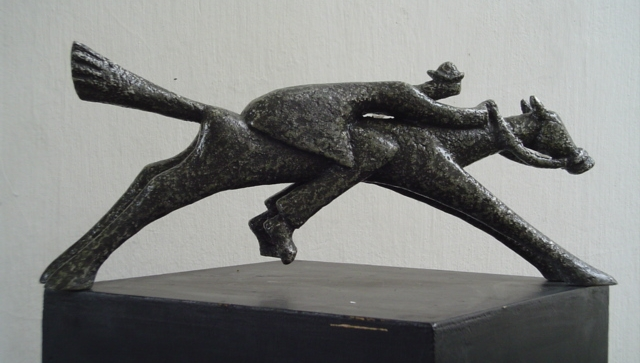